# Georges Guillain
Georges Charles Guillain (Rouen, 3 de março de 1876 — 26 de junho de 1961) foi um neurologista francês.

## Epônimo
- Síndrome de Guillain-Barré, também chamada de Polineuropatia de Guillain-Barré.